# Ogmore Vale
Ogmore Vale är en ort i Storbritannien.   Den ligger i kommunen Bridgend och riksdelen Wales, i den södra delen av landet, 240 km väster om huvudstaden London. Ogmore Vale ligger 148 meter över havet och antalet invånare är 2 436.
Terrängen runt Ogmore Vale är lite kuperad. Runt Ogmore Vale är det tätbefolkat, med 947 invånare per kvadratkilometer. Närmaste större samhälle är Rhondda, 9,0 km nordost om Ogmore Vale. Trakten runt Ogmore Vale består i huvudsak av gräsmarker.